# 多氏扁隆頭魚
多氏扁隆頭魚為輻鰭魚綱鱸形目隆頭魚亞目隆頭魚科的其中一種，分布於東大西洋區，包括馬爾馬拉海、地中海海域，棲息深度2-40公尺，體長可達10公分，棲息在近海海草生長的沙泥底質海域，屬肉食性，以蠕蟲、片腳類、苔蘚蟲等為食，生活習性不明。

## 擴展閱讀
維基物種上的相關：多氏扁隆頭魚